# Kar-Hay
Kar-Hay o Karhay es una comuna camerunesa perteneciente al departamento de Mayo-Danay de la región del Extremo Norte.
En 2005 tenía 42 963 habitantes, de los que 11 788 vivían en la capital comunal homónima.
Se ubica unos 100 km al sureste de Maroua.

## Localidades
Comprende, además de la ciudad de Kar-Hay, las siguientes localidades:
- Damguiri
- Datchéka-Takréo
- Foulayargou
- Gamloum
- Goulourgou
- Guidinding
- Guinane I
- Kankarwa
- Lokoro
- Madalam
- Né
- Wélé
- Yoldéo